# Palo Alto Research Center
Het Palo Alto Research Center, ofwel PARC, voorheen Xerox PARC, is een voormalig dochterbedrijf van Xerox. In de jaren 70 werden er veel van de oorspronkelijke microcomputertechnologieën ontwikkeld, waaronder ethernet, de laserprinter, de grafische gebruikersomgeving en het objectgeoriënteerd programmeren. PARC werkt sinds 2002 grotendeels onafhankelijk van Xerox.